# Мещеринов, Владимир Петрович
Владимир Петрович Мещеринов (1847—1919) — симбирский земский деятель, сенгилеевский уездный предводитель дворянства, член Государственного совета, гофмейстер. Внук Юрлова Петра Ивановича.

## Биография
Родился в 1847 году. Происходил из потомственных дворян Симбирской губернии. Землевладелец Сенгилеевского уезда (родовые 1200 десятин).
Образование получил в Казанском университете, юридический факультет которого окончил в 1870 году.
По окончании университета был причислен к Министерству внутренних дел с откомандированием для занятий в Земский отдел. В 1877 году оставил службу и поселился в своем родовом имении при селе Спешневка Сенгилеевского уезда, где посвятил себя общественной деятельности. В 1874 году был избран в почетные мировые судьи и неоднократно исполнял должность участкового судьи. С 1875 года избирался гласным Сенгилеевского уездного и Симбирского губернского земских собраний. С 1878 года состоял почетным мировым судьей по Сенгилеевскому уезду. В 1881 году был избран в участковые мировые судьи и нес обязанности судьи в течение девяти лет, до упразднения института мировых судей.
В 1890 году был утвержден земским начальником 3-го участка Сенгилеевского уезда, а 1891 году единогласно избран сенгилеевским уездным предводителем дворянства, в каковой должности состоял беспрерывно 18 лет. По выбору симбирского дворянства участвовал в коронации 1896 года в качестве ассистента при губернском предводителе дворянства. Неоднократно исправлял должность симбирского губернского предводителя дворянства. В 1897 году был произведен в действительные статские советники, в 1905 году пожалован в звание камергера, а в 1910 году — в гофмейстеры Высочайшего двора.
Способствовал открытию в Сенгилее уездного комитета Красного Креста и более десяти лет состоял председателем комитета. По инициативе Мещеринова были построены каменное здание земского дома, здания земской больницы и арестного дома, Ольгинский приют для круглых сирот, Исаковская ремесленная 4-х классная земская школа в селе Белое Озеро и многие другие учреждения в уезде. В знак признания заслуг В. П. Мещеринова местное земство единогласно постановило повесить его портрет в зале земского дома. Кроме того, он стал одним из членов-учредителей Симбирской губернской ученой архивной комиссии. Передал в ее музей документы из семейного архива, участвовал в археологических раскопках, предоставлял фамильные портреты и предметы старины для выставки, посвященной 250-летию Симбирска. Был членом Русского собрания, участвовал в съездах Объединенного дворянства.
26 октября 1907 года избран членом Государственного совета от дворянских обществ на место умершего князя И. Г. Чавчавадзе. Входил в правую группу. Был членом нескольких особых комиссий по законопроектам. 20 октября 1915 года выбыл из состава Госсовета за окончанием срока полномочий.
Умер холостым в 1919 году. В 1918 году имение Мещеринова было национализировано, а в доме создан музей. В 1926 году 150 художественных произведений, а также предметы старины из коллекции Мещеринова были переданы в собрание Ульяновского областного музея. Среди наиболее ценных произведений — работы голландских художников XVII века Л. Брамера, Я. Вейнантса, П. Молейна, А. Паламедеса и П. Снайерса. В 1924 году некоторые произведения из собрания Мещеринова были переданы в Карамзинскую школу для организации районного музея.

## Награды
- Орден Святого Станислава 1-й ст. (1904)
- Орден Святой Анны 1-й ст. (1907)
- Орден Святого Владимира 2-й ст. (1914)
- Высочайшая благодарность (1914)